# Radio Hochstift
Radio Hochstift ist das Lokalradio der Region Hochstift Paderborn, also der nordrhein-westfälischen Kreise Paderborn und Höxter. Es ging 1991 auf Sendung und bekam seine Lizenz von der Landesanstalt für Medien Nordrhein-Westfalen. Chefredakteur ist Martin Lausen.

## Programm
Das Lokalradio strahlt wochentags zwölf Stunden Lokalprogramm aus seinem Sendestudio am Frankfurter Weg in Paderborn aus. Vier Stunden davon nimmt die Frühsendung „Die Radio Hochstift-Morningshow“ von 6 bis 10 Uhr mit Dania Tölle und Julia Kleinekemper im Wechsel ein. Diese wurde wie bei allen ostwestfälischen Lokalradios am 1. April 2008 um eine Stunde erweitert. Darauf folgen die Strecken von 10 bis 14 und 14 bis 18 Uhr unter dem Motto „jeden Tag den ganzen Tag“/„immer gut zu hören“, vornehmlich moderiert von Jonas Mertens, Verena Hagemeier und Susanne Stork. Zwischen 6:30 und 19:30 Uhr sendet Radio Hochstift die Lokalnachrichtensendung „Hochstift Aktuell“. Am Samstag wird fünf Stunden Lokalprogramm ausgestrahlt, von 8 bis 13 Uhr. Am Sonntag sendet Radio Hochstift drei Stunden Lokalprogramm, nämlich von 9 bis 12 Uhr. 
Montags bis samstags von 21 bis 0 Uhr und sonntags von 18 bis 20 Uhr wird aus dem Gütersloher Studio an der Kahlertstraße das OWL-weite Jugendprogramm deinfm ausgestrahlt.
Das Restprogramm einschließlich der Weltnachrichten zu jeder vollen Stunde liefert der Mantelprogrammanbieter Radio NRW. Kurz vor den Weltnachrichten läuft ein landesweiter Werbeblock.

## Hörerzahlen
Einer regelmäßigen Umfrage zufolge schalten im Jahr 2023 werktäglich 43,6 % der Bewohner des Sendegebiets Radio Hochstift ein. Im Vergleich dazu liegen die Programme des WDR im Sendegebiet für 1 Live bei 16,8 %, für WDR 2 bei 22,3 %.

## Unternehmen
Die programmliche Verantwortung für Radio Hochstift liegt gemäß dem Landesmediengesetz NRW bei der Veranstaltergemeinschaft Radio Paderborn-Höxter e. V., welche sich aus Vertretern gesellschaftlich relevanter Gruppen des Kreises zusammensetzt.
Die wirtschaftliche Verantwortung obliegt der Radio Paderborn Betriebsgesellschaft mbH & Co. KG. Beteiligt sind der Zeitungsverlag Neue Westfälische sowie die Kreise Höxter und Paderborn.
Die technischen und betriebswirtschaftlichen Aufgaben sind zum großen Teil an den in Bielefeld ansässigen Full-Service-Dienstleister Audio Media Service (ams) ausgelagert.

## Mantelprogramm
Das Restprogramm und die Weltnachrichten zur vollen Stunde werden außerhalb der lokalen Sendezeiten vom Mantelprogrammanbieter Radio NRW übernommen. Radio NRW beliefert 45 NRW-Lokalstationen mit einem 24-stündigen Mantelprogramm, auf das jederzeit zugegriffen werden kann. Radio Hochstift wird jedoch von der Landesanstalt für Medien Nordrhein-Westfalen (LfM) eine bestimmte lokale Sendezeit vorgeschrieben. Als Gegenleistung sendet Radio Hochstift stündlich einen Werbeblock des NRW-Mantelprogramms. Als Musikformat gilt das von Radio NRW vorgeschriebene Adult Contemporary (AC), das die 19- bis 49-jährigen Hörer zur Zielgruppe hat. Auch die Musikauswahl wird zum großen Teil von Radio NRW vorgegeben. Dies geschieht genauso zu den lokalen Sendezeiten. Radio NRW bestimmt, zu welcher Zeit welcher Titel läuft. Die Stationskennung „Radio Hochstift“ sowie ähnliche IDs außerhalb der lokalen Sendezeiten werden im zu dieser Zeit meist unbesetzten Sendestudio in Paderborn automatisch durch ein Fernwirksignal aus Oberhausen ausgelöst, wie es auch bei allen anderen Lokalradios in NRW üblich ist.
Die Programmzulieferung erfolgt über Satellit. Wird bei schlechtem Wetter der Empfang beeinträchtigt, so wird automatisch auf eine zusätzliche ISDN-Leitung nach Oberhausen umgeschaltet.
Im Abendprogramm „radio deinfm“ werden jeweils zur halben Stunde OWL-weite Schlagzeilen gesendet.

## Zwei-Säulen-Modell
Das Landesrundfunkgesetz in NRW schreibt den Lokalradios den Betrieb im sogenannten Zwei-Säulen-Modell vor. Durch dieses Modell werden Programm und wirtschaftliche Verantwortung mit dem Ziel voneinander getrennt, dass das Programm nicht aufgrund von publizistischen oder wirtschaftlichen Interessen an Niveau oder Inhalt verliert.

## Empfang
Radio Hochstift ist in den Kreisen Paderborn und Höxter zu hören. Man kann das Lokalradio über vier UKW-Sender empfangen. Die wichtigste Sendefrequenz ist 88,1 MHz (Senderstandort Eggegebirge/Willebadessen mit 4 kW Sendeleistung), die einen großen Teil der Kreise Höxter und Paderborn versorgt und auch teilweise weit über die Kreisgrenzen hinaus empfangbar ist. Diese reicht auch noch weit nach Hessen hinein. Ferner gibt es für das Gebiet um Höxter die Frequenz 104,8 MHz (Sender Holzminden-Solling), für das Stadtgebiet Paderborn die 93,7 (Senderstandort Rathenaustraße) und in Büren einen Sender, der ebenfalls das Programm auf der Frequenz 104,8 MHz überträgt. Die Kabelfrequenz in Paderborn ist 87,6 MHz. Außerdem ist der Sender auch online via Livestream, der auf der Homepage zu finden ist, per Smartspeaker und über die Radio Hochstift App zu empfangen.

## Trivia
Die wohl bekannteste ehemalige Moderatorin des Senders ist die heutige NDR- und bis Januar 2024 Tagesschau-Moderatorin Judith Rakers.